# Callodicopus crassula
Callodicopus crassula is een vliesvleugelig insect uit de familie Mymaridae. De wetenschappelijke naam is voor het eerst geldig gepubliceerd in 1955 door Ogloblin.